# Le Diable par la queue (film, 1926)
Pour le film de Philippe de Broca sorti en 1969, voir Le Diable par la queue.
Pour plus de détails, voir Fiche technique et Distribution.
Le Diable par la queue (titre original : Early to Wed) est un film muet américain, réalisé par Frank Borzage et sorti en 1926.

## Synopsis
Tommy et Daphne Carter, un couple nouvellement marié, suit les conseils d'un ami prétentieux en décidant d'impressionner leurs amis en vivant au-dessus de leurs moyens. Leurs efforts ne leur apportent que déception lorsque Tommy perd son travail et que leurs meubles sont saisis à cause de leurs dettes. Toutefois, en donnant un festin à un millionnaire avec des plats empruntés et en le logeant pour la nuit dans un lit emprunté lui aussi, ils gagnent sa sympathie et il offre au mari une belle situation.

## Fiche technique
- Titre original : Early to Wed
- Réalisation : Frank Borzage
- Scénario : Kenneth B. Clarke, d'après la nouvelle Splurge de Evelyn Campbell
- Photographie : Ernest G. Palmer
- Production : William Fox
- Société de production : Fox Film Corporation
- Société de distribution : Fox Film Corporation
- Pays d’origine :  États-Unis
- Langue : anglais
- Format : Noir et blanc - 35 mm - 1,37:1 - Muet
- Genre : Comédie dramatique
- Durée : 6 bobines
- Date de sortie :
  - États-Unis : 25 avril 1926

## Distribution
- Matt Moore : Tommy Carter
- Katherine Perry : Daphne Carter
- Albert Gran : Cassius Hayden
- Julia Swayne Gordon : Mme Hayden
- Arthur Housman : Art Nevers
- Rodney Hildebrand : Mike Dugan
- ZaSu Pitts : Mme Dugan
- Belva McKay : Mme Nevers
- Ross McCutcheon : Bill Dugan
- Harry Bailey : Pelton Jones